# Прапор Бобринецького району
Пра́пор Бобрине́цького райо́ну затверджений 11 серпня 2004 р. рішенням № 292 сесії Бобринецької районної ради.
У центрі блакитного прямокутного полотнища із співвідношенням сторін 2:3 жовтий розширений хрест із жовтим кільцем у центрі. Між перекладин хреста чотири жовтих колоса, покладені до кутів полотнища.
Комп'ютерна графіка — К. М. Богатов.